# Industriae tuae
Industriae tuae (в превод от латински: Вашето усърдие) е папска була на папа Йоан VIII, от 29 юни 880 г., с която се одобрява използването на славянски език в литургията и създаването на архиепископията на Моравия, начело с Методий. Издаването на булата е голям успех за външната политика великоморавския княз Святополк I, тъй като папата признава славянския владетел за равен с другите християнски владетели в Европа. Оригиналният текст на булата не е запазен. Препис от нея е включен в Кодекс от Монте Касино от 11 век.